# Luis Montoliú Salado
Luis Montoliu Salado (Madrid, ? - Caracas, 13 de febrer de 1962) fou un anarcosindicalista espanyol.

## Biografia
Militant de la CNT i des del 1930 membre del Comitè Nacional de la Federació Nacional de la Indústria Ferroviària. El 1934-1935 fou membre del Comitè Nacional de la CNT i delegat de la FNIF al Congrés de Madrid de 1935.
L'esclat de la guerra civil espanyola el va sorprendre a València, on va fer amistat amb Enric Marco Nadal i s'integrà al Consell Regional de Defensa d'Aragó com a responsable de transports i comunicacions. Amb José González i Díaz Sandino representà la CNT en el Comitè d'Explotació de Línies, i representà Aragó i Navarra al Comitè Nacional de Defensa.
En acabar la guerra civil fou fet presoner a Alacant i enviat a Aranjuez, on el 13 de novembre de 1940 fou condemnat a mort en consell de guerra sumaríssim. Tanmateix, no fou executat i finalment el 14 de març de 1946 fou alliberat en aplicació d'una mesura de gràcia. Establit a Madrid, el 1947 acceptà representar la CNT en els governs de la Segona República Espanyola en l'exili, de manera que escapà cap a França i d'allí a Mèxic, on hi arribà el 17 de març de 1947. Allí fou nomenat ministre d'informació en el segon govern de Rodolfo Llopis.
Formà part del sector de la CNT partidari de col·laborar amb les autoritats republicanes a l'exili. Més tard emigrà a Veneçuela, on el 1960 va participar en el Congrés de reunificació de la CNT. Va morir uns anys després d'un atac de cor.